# Fritz Moravec
Fritz Moravec (* 27. April 1922 in Wien; † 17. März 1997 ebenda) war ein österreichischer Alpinist und Reiseschriftsteller.

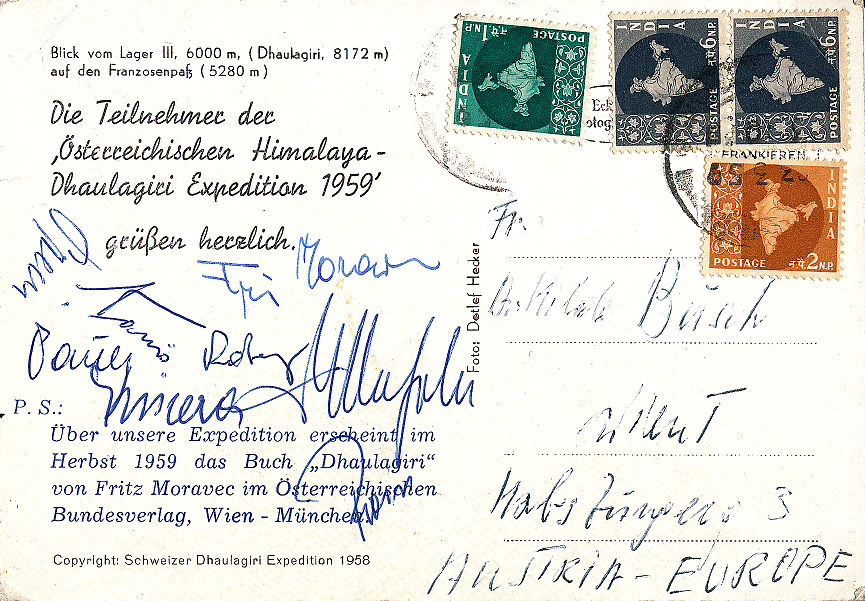
Postkarte der Dhaulagiri-Expedition 1959 mit den Unterschriften von Fritz Moravec und seinen Kameraden

Bekannt wurde Fritz Moravec durch seine zahlreichen Expeditionen, unter anderem im Karakorum, wo er an der Erstbesteigung des 8.034 m hohen Gasherbrum II teilnahm. Er war aber auch Gründer der Hochgebirgsschule Glockner-Kaprun.

## Leben
Nach einer Lehre zum Kraftfahrzeugmechaniker studierte er Maschinenbau an der TH Wien. Die Liebe zur Bergsteigerei hatte er von seinem Vater, einem Lokomotivführer. Dieser war im Ersten Weltkrieg an der Dolomitenfront als Militärbergführer eingesetzt. Er selbst rückte erst 1942 im Zweiten Weltkrieg zu den Gebirgstruppen ein und kam mit ihnen in den Kaukasus.
Nach der Rückkehr aus der Kriegsgefangenschaft im Jahr 1946 studierte F. Moravec weiter, Psychologie und Pädagogik, und wurde Fachlehrer in einer Fachschule für Schlosserei. Seine Freizeit verbrachte er viel mit Jugendgruppen in den Bergen, beispielsweise im Gesäuse, und führte Kletterkurse durch.
Spezialisiert hatte er sich auf das Eisklettern, im Gegensatz zu seinem Vater, der bevorzugt im Fels kletterte.
Nach 1950 fuhr F. Moravec vermehrt in die Westalpen und 1954 bereits erstmals in den Himalaya, konkret zum Saipal.
Am 7. Juli 1956 bestieg er – gemeinsam mit Josef Larch und Hans Willenpart – den Gasherbrum II. Im Laufe der Jahre unternahm er auch andere Expeditionen, darunter nach Spitzbergen, zum Dhaulagiri und nach Afrika. Zur manchmal geäußerten Vermutung, Fritz Moravec habe den Gipfel des Gasherbrum II – da er auf Gipfelfotos nicht zu sehen ist – gar nicht erreicht, ein Zitat aus dem Vortrag Himalaya-Bergsteigen einst und heute, den Moravec am 25. September 1995 im Wiener Rathaus hielt: „In 8035 Meter Höhe war es so warm, dass wir sogar unsere Anoraks auszogen. Kein Wölkchen stand am Himmel, es herrschte Windstille; [...] Da auf den beiden Felszacken für den Steinmann kein Platz war, bauten Hans und Sepp ein kleines Gipfelzeichen am Rand des Firnfeldes auf. Ich schrieb währenddessen unsere Route, den Tag, die Stunde und unsere Namen auf ein Stück Papier. Den Zettel steckte ich mit den Ersteigungsdaten in eine leere Filmdose und legte – als Dank für das Gelingen dieser großen Bergfahrt – ein Muttergottes-Medaillon dazu. Von diesem, welches mir meine Mutter während des Krieges geschenkt hatte, trennte ich mich sehr schwer, aber ich wollte ein kleines Opfer bringen. Die derart ergänzte Filmdose umhüllte ich mit einem österreichischen Staatswimpel, meine Gefährten legten sie in die Steinpyramide.“
Im Jahr 1959 leitete Moravec eine österreichische Expedition zum Dhaulagiri, die zwar am 27. Mai 1959 wetterbedingt 300 m unterhalb des Gipfels scheiterte, aber durch die erstmalige Erkundung und Versicherung der Route auf dem Nordostgrat den Erfolg der Schweizer Expedition im folgenden Jahr vorbereitete.
1962 sollte Moravec einerseits an einer niederländischen Himalyaexpedition teilnehmen, andererseits bekam er von den Naturfreunden das Angebot, eine Bergsteigerschule aufzubauen. Er nahm die zweite Aufgabe an und gründete die Hochgebirgsschule Glockner Kaprun, da ihm die Ausbildung von Bergsteigern bereits im Kindesalter sehr am Herzen lag. So erstellte er Ausbildungspläne für Zehn- bis Dreizehnjährige, die noch heute weltweit anerkannt sind. Die Schule leitete er dreißig Jahre lang. Nach seinem Tod wurde sie in Fritz-Moravec-Hochgebirgsschule umbenannt.

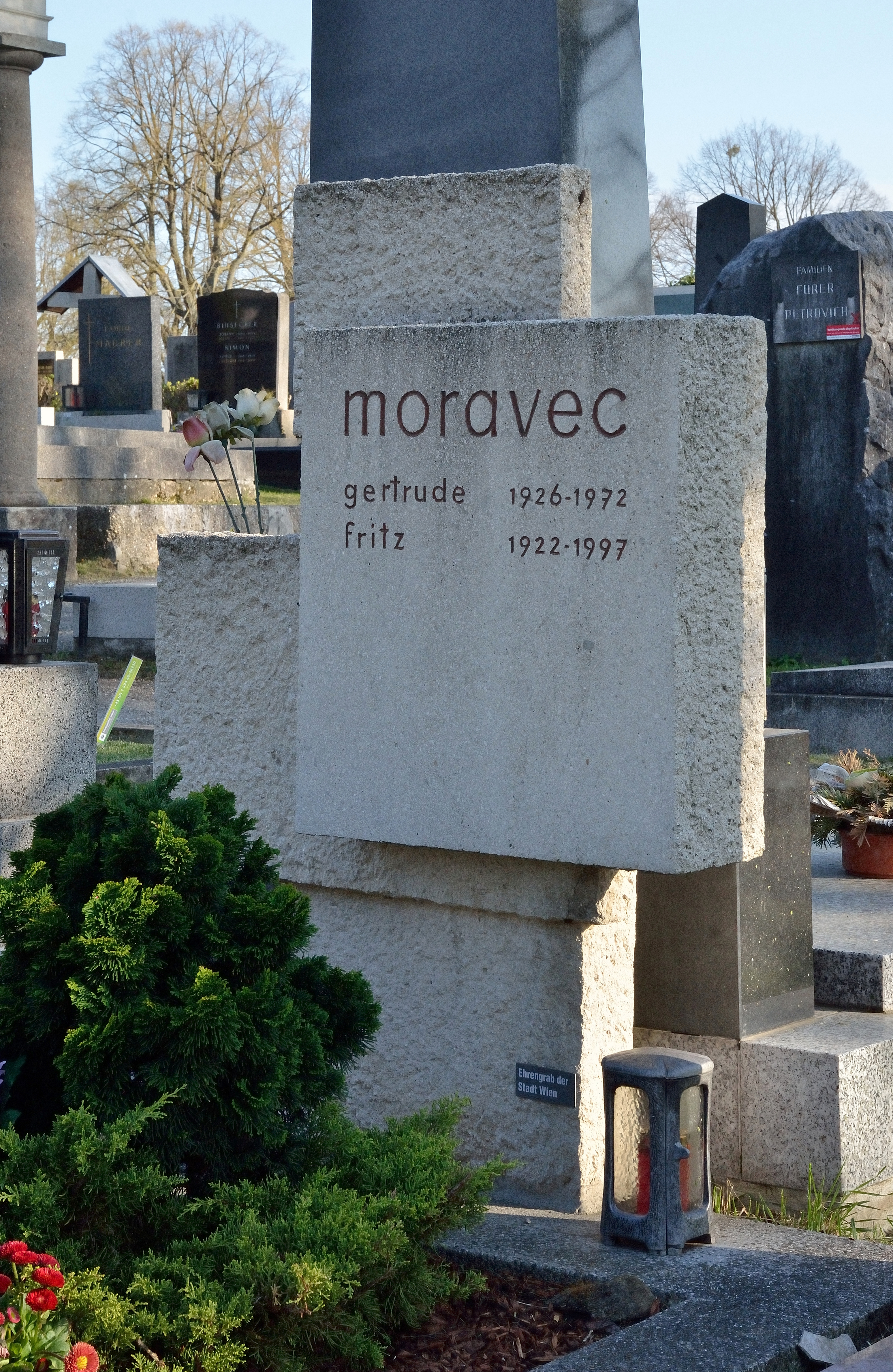
Grab von Fritz Moravec auf dem Hietzinger Friedhof

Moravec wurde auf dem Hietzinger Friedhof in einem ehrenhalber gewidmeten Grab (Gruppe 18, Reihe 7, Nummer 225) bestattet. 1998 wurde der Fritz-Moravec-Steig in Wien-Hietzing nach ihm benannt.

## Schriftstellerische Werke
- Weiße Berge – Schwarze Menschen (1958)
- Dhaulagiri – Berg ohne Gnade (1960)
- Gefahren und Gefährten – Abenteuer auf Spitzbergen (1961)
- Himalaya-Bergsteigen einst und heute. (Dieses Buch erschien 1998 nach seinem Tod)

## Auszeichnungen
- Karl-Renner-Preis, verliehen am 13. Dezember 1956[4]